# 김택천
김택천(金澤天, 1895년 3월 12일 - 1987년 1월 16일)은 대한민국의 국회의원이었다. 경성고등보통학교를 졸업하고, 제2대 국회의원, 하상면장, 울산경찰서장, 울산읍장을 역임하였다.

## 역대 선거 결과
|  | 22.92% |

|  | 24.64% |

## 참고 자료
- 김택천 - 대한민국헌정회